# Carl Schlechter
 Ez a cikk a sakkjátszmák algebrai lejegyzését alkalmazza.
Carl Schlechter (teljes neve: Carl Adalbert Hermann Schlechter) (Bécs, 1874. március 2.–Budapest, 1918. december 27.) osztrák sakkozó, világbajnokjelölt, háromszoros német bajnok, sakkszakíró, sakkfeladványszerző, teoretikus. 2015-ben beválasztották a World Chess Hall of Fame (Sakkhírességek Csarnoka) tagjai közé.
A 20. század elejének egyik legerősebb játékosa. A Chessmetrics számításai szerint 1896. novembertől haláláig a világ 10 legjobb sakkozója közé tartozott. Pontértéke alapján 1906. december és 1907. február között a világranglista 2. helyén állt a magyar Maróczy Géza mögött. Legmagasabb értékszámát 1911. januárban érte el 2764 ponttal.
1910-ben párosmérkőzést vívott a sakkvilágbajnoki címért Emanuel Laskerrel, amelyen 5–5 arányú döntetlent ért el.

## Élete és sakkpályafutása
Bécsi katolikus családban született. Apja Adalbert Eduard Schlechter (1846–1907) zenész, zeneszerző volt, anyja Maria Rieger (1850–1925). 13 éves korában tanult meg sakkozni. 1887-től első és egyetlen tanítómestere a magyar sakkfeladványszerző Gold Sámuel (dr. Samuel Gold). 1892-ben Berthold Englisch sakkmester vezette be a bécsi sakkéletbe. 1893-tól kezdődően több, mint 50 nemzetközi sakkversenyen vett részt. Nagy hatással volt rá Wilhelm Steinitz pozíciós stílusa, és ennek a stílusnak kiemelkedő képviselőjévé vált. Biztonságra törekvő játéka miatt el is nevezeték „döntetlenkirálynak”. Rendkívül becsületes és korrekt játékosnak tartották, például ha az ellenfele késett, akkor a saját óráját is előreállította, hogy azonos gondolkodási idővel rendelkezzenek. Sok riválisát mentorálta.
A Carl Schlechter–Arthur Kaufmann–Hugo Fähndrich trió jellemezte a bécsi sakkiskolát, amelyet még Weiss Miksa alapított a 19. században.
Jelentős sakkfeladványszerzői munkássága is, mintegy 40 két- és háromlépéses feladványt készített.
Élete utolsó évében még aktívan versenyzett: harmadik lett Bécsben, második Berlinben, harmadik Bécsben és Kaschauban. 1918. december 27-én Budapesten tuberkulózisban halt meg, ott is temették el december 31-én.

### Kiemelkedő versenyeredményei
| Év        | Város       | Verseny                         | +  | − | =  | Eredmény | Helyezés |
| --------- | ----------- | ------------------------------- | -- | - | -- | -------- | -------- |
| 1893      | Bécs        |                                 |    |   |    | 11,5/14  | 3–4      |
| 1895      | Bécs        |                                 |    |   |    | 10/15    | 3        |
|           | Bécs        |                                 |    |   |    | 15,5/22  | 1–2      |
|           | Hastings    |                                 | 4  | 4 | 12 | 11/21    | 9        |
| 1896      | Nürnberg    |                                 | 5  | 2 | 11 | 10,5/18  | 7–8      |
|           | Budapest    |                                 | 4  | 2 | 6  | 7/12     | 4–5      |
| 1897      | Bécs        |                                 |    |   |    | 6,5/7    | 1        |
|           | Berlin      |                                 | 5  | 2 | 11 | 10,5/18  | 5–6      |
| 1898      | Bécs        |                                 | 13 | 6 | 17 | 21,5/36  | 5        |
|           | Köln        | 11. DSB Congress                |    |   |    | 9/15     | 6        |
| 1899      | London      |                                 | 13 | 6 | 8  | 17/27    | 5        |
| 1900      | Párizs      |                                 | 9  | 5 | 2  | 10/16    | 7        |
|           | München     | 12. DSB Congress                | 9  | 0 | 6  | 12/15    | 1-3      |
| 1901      | Monte-Carlo |                                 | 9  | 2 | 6  | 12/17    | 2        |
| 1902      | Monte-Carlo |                                 | 9  | 4 | 9  | 13,5/22  | 5        |
| 1903      | Monte-Carlo |                                 | 12 | 4 | 10 | 17/26    | 4        |
| 1904      | Monte-Carlo |                                 | 4  | 0 | 6  | 7/10     | 2        |
|           | Coburg      | 14. DSB Congress                | 4  | 1 | 7  | 7,5/12   | 1-3      |
| 1906      | Nürnberg    | 15. DSB Congress                | 6  | 1 | 9  | 10,5/16  | 3-4      |
|           | Oostende    |                                 | 15 | 3 | 12 | 21/30    | 1        |
| 1907      | Oostende    |                                 | 7  | 3 | 10 | 12/20    | 2        |
|           | Karlsbad    | 1. karlsbadi nemzetközi verseny | 8  | 3 | 9  | 12,5/20  | 4-5      |
| 1908      | Bécs        |                                 | 9  | 0 | 10 | 14/19    | 1-3      |
|           | Prága       |                                 | 9  | 1 | 9  | 13,5/19  | 1-2      |
| 1910      | Hamburg     | 17. DSB Congress                | 8  | 1 | 7  | 11,5/16  | 1        |
| 1910/1911 | Bécs        | Trebitsch-emlékverseny          |    |   |    | 10/14    | 1-2      |
| 1911      | Karlsbad    | 2. karlsbadi nemzetközi verseny | 13 | 4 | 8  | 17/25    | 2-3      |
| 1912      | Bécs        | Trebitsch-emlékverseny          | 5  | 1 | 4  | 7/10     | 1        |
| 1913      | Bécs        | Trebitsch-emlékverseny          | 10 | 0 | 8  | 14/18    | 1        |
| 1914      | Bécs        | Trebitsch-emlékverseny          | 10 | 1 | 3  | 11,5/14  | 1        |
| 1915      | Trebic      | Trebitsch-emlékverseny          |    |   |    | 7,5/9    | 1        |
| 1915/1916 | Bécs        | Trebitsch-emlékverseny          |    |   |    | 10/15    | 1        |

### Párosmérkőzései
| Év   | Helyszín     | Ellenfél          | + – =       | Pont    |
| ---- | ------------ | ----------------- | ----------- | ------- |
| 1893 | Bécs         | George Marco      | (+0 -0 =10) | 5–5     |
| 1894 | Bécs         | George Marco      | (+4 -4 =3   | 5,5–5,5 |
|      | Bécs         | Adolf Zinkl       | (+4 -4 =4)  | 5,5–5,5 |
| 1896 | Bécs         | David Janowski    | (+2 -2 =3)  | 3,5–3,5 |
| 1899 |              | Szemjon Alapin    | (+1 -1 =4)  | 3–3     |
| 1902 | Karlsbad     | David Janowski    | (+6 -1 =3)  | 7,5–2,5 |
| 1904 | Bécs         | Richard Teichmann | (+1 -1 =1)  | 1,5–1,5 |
| 1910 | Bécs, Berlin | Emanuel Lasker    | (+1 -1 =8)  | 5–5     |
| 1911 | Köln         | Siegbert Tarrasch | (+3 -3 =10) | 8–8     |
| 1918 | Bécs         | Akiba Rubinstein  | (+1 -2 =3)  | 2,5–3,5 |

## A világbajnoki párosmérkőzés
1910-ben az 1894 óta világbajnoki címet viselő Emanuel Lasker ellen 10 játszmás párosmérkőzésen küzdött meg a világbajnoki címért. A Lasker által megszabott feltételek szerint két pont különbségre volt szükség a cím elnyeréséhez. A 9. játszma után Schlechter vezetett 5–4-re, így az utolsó játszmában nyernie kellett. A mindenáron való győzelemre törekvés következtében a jobb állását előbb döntetlenre rontotta, majd fatális hibát vétett, és ezzel elvesztette a játszmát. Az 5–5-ös döntetlen Lasker címének megvédését jelentette.

### Eredmények
| Versenyző       | Ország                   | 1 | 2 | 3 | 4 | 5 | 6 | 7 | 8 | 9 | 10 | Points |
| --------------- | ------------------------ | - | - | - | - | - | - | - | - | - | -- | ------ |
| Carl Schlechter | Osztrák–Magyar Monarchia | ½ | ½ | ½ | ½ | 1 | ½ | ½ | ½ | ½ | 0  | 5      |
| Emanuel Lasker  | Német Birodalom          | ½ | ½ | ½ | ½ | 0 | ½ | ½ | ½ | ½ | 1  | 5      |

### A párosmérkőzés játszmái
- Lasker – Schlechter világbajnoki párosmérkőzés játszmái José Raúl Capablanca elemzésével

## Sakkelméleti munkássága
Sakkelméleti, teoretikusi munkásságát több megnyitási változat neve jelzi:
- Schlechter-csel a Bird-megnyitásban (ECO A02) 1.f4 e5 2.fxe5 Nc6
- Schlechter-változat a Francia védelemban (ECO C01) 1.e4 e6 2.d4 d5 3.Bd3
- Schlechter-változat a Szláv védelemben (ECO D15) 1.d4 d5 2.c4 c6 3.Hf3 Hf6 4.e3 g6 (vagy a Grünfeld-lépéssorrendben:, 1.d4 Hf6 2.c4 g6 3.Hc3 d5 4.e3 c6)
- Schlechter-védelem a Dán-cselben (ECO C21) 1.e4 e5 2.d4 exd4 3.c3 dxc3 4. Fc4 cxb2 5.Fxb2 d5
- Schlechter-változat a Nimzoindiai védelemben (ECO E52) 1. d4 Hf6 2. c4 e6 3. Hc3 Fb4 4. e3 0-0 5. Hf3 d5 6. Fd3 b6
- Schlechter-védelem a Spanyol megnyitásban (ECO C80) 1. e4 e5 2. Hf3 Hc6 3. Fb5 a6 4. Fa4 Hf6 5. 0-0 Hxe4 6. d4 b5 7. Fb3 d5 8. a4 Hxd4
- Schlechter-változat a Grünfeld védelemben (ECO D80) 1. d4 Hf6 2. c4 g6 3. Hc3 d5 4. e3 Fg7 5. Hf3 0-0 6. Fd3 c6
- Schlechter-változat a Grünfeld védelemben (ECO D80) 1. d4 Hf6 2. c4 g6 3. Hc3 d5 4. e3 c6
- Schlechter-változat a Philidor-védelemben (ECO C41) 1. e4 e5 2. Hf3 d6 3. d4 Hd7 4. Fc4 c6 5. Hc3
- Schlechter-változat a Pirc-védelemben (ECO B08) 1. e4 d6 2. d4 Hf6 3. Hc3 g6 4. Hf3 Fg7 5. h3
- Schlechter-változat a Spanyol megnyitásban (ECO C86) 1.e4 e5 2.Hf3 Hc6 3.Fb5 a6 4.Fa4 Hf6 5.O-O Fe7 6.Ve2 b5 7.Fb3 O-O 8.c3 d5
- Schlechter-változat a Háromhuszáros játékban (ECO C46) 1.e4 e5 2.Hf3 Hc6 3.Hc3 Fb4 4.Hd5 Hf6

## Szakírói munkássága
- Paul Rudolph von Bilguer: Handbuch des Schachspiels 8. átdolgozott kiadása Carl Schlechter szerkesztésében, Leipzig, de Gruyter, (1912–16) 1040 oldal (Az 1922–30. közötti kiadás utánnyomása: Zürich, 1983 ISBN 3-283-00103-0)[49]
- Die Budapester Verteidigung des Damengambits: Eine theoret. Studie von Carl Schlechter, Berlin, Kagan, 1918
- Das angenommene Königsgambit: Eine schachtheoret. Abhandl., Berlin, Kagan, 1918

Publikálásai
- 1892-től 1918-ig a Wiener Allgemeinen Sportzeitung sakkrovatának vezetője
- 1893-tól 1914-ig a Wiener Hausfrauen-Zeitung sakksarkának szerkesztője
- 1912 és 1916 között átdolgozza a kor neves sakkmegnyitási könyvét, a Bilguer’s Handbuch des Schachspiels című művet, ezzel felkészítette a nyolcadik, egyben utolsó kiadásra
- Nevéhez fűződik a Deutscher Schachzeitung kiadása

## Emlékezete
- 1910-től a Német Sakkszövetség tiszteletbeli tagja.
- Bécsben 1923-tól kezdődően rendezik meg a Carl Sclechter-emlékversenyt.[8]
- 1995-ben Bécs 22. kerületében (Wien-Donaustadt) utcát neveztek el róla.[50]
- Thomas Glavinic: Carl Haffner's Love of the Draw című (eredeti címe: Carl Haffners Liebe zum Unentschieden, Volk und Welt Verlag, Berlin, 1998.) 1998-ban megjelent regényében a főhős alakját Schlechterről mintázta. A könyv a Lasker elleni 1910-es világbajnoki párosmérkőzés fikciós leírását adja.

## Emlékezetes játszmái
- Fried–Schlechter, Vienna 1894, From-csel (A02), 0–1 Egy őrületes 14 lépéses győzelem vezéráldozattal, amelynek a végén a tábla közepén egy gyaloggal ad mattot.
- Bernhard Fleissig–Schlechter, Vienna 1895, Lengyel megnyitás: General (A00), 0–1 Az egyik legismertebb Schlechter-játszma. Sötét mindkét bástyáját és futóját beáldozza.
- Schlechter–Steinitz, Cologne 1898 Bécsi játék (C28), 1–0 Schlechter az exvilágbajnokt 24 lépésben győzi le.
- Schlechter–Meitner, Vienna 1899, Olasz játék, klasszikus változat, Greco csel, Moeller–Therkatz támadás (C54), 1–0 Egy kombináció a végjátékban: Világos beáldozza a vezérét, majd lép egy csendeset a királyával, és sötét nem védheti a kétlépéses mattot.
- Carl Schlechter 16 kombinációja